# 1921年馬里山火
1921年馬里山火，是發生在1921年夏天苏俄馬里自治州的山火。

## 历史
這次火災造成2660平方公里松樹林被焚燬，再加上全國性旱災造成的饑荒對該地的工業造成嚴重影響。這次山火因強風而加劇，造成35人和1000頭牛死亡，60條村落摧毀。